# I Never Die
I Never Die – pierwszy album studyjny południowokoreańskiej grupy (G)I-dle, wydany 14 marca 2022 roku przez wytwórnię Cube Entertainment. Płytę promował single „Tomboy”.
Jest to pierwszy album grupy w pięcioosiowym składzie po odejściu Soojin w sierpniu 2021 roku.

## Lista utworów
| CD | CD                               | CD                                      | CD                                      | CD                                      | CD      |
| Nr | Tytuł utworu                     | Tekst                                   | Kompozycja                              | Aranżacja                               | Długość |
| -- | -------------------------------- | --------------------------------------- | --------------------------------------- | --------------------------------------- | ------- |
| 1. | „Tomboy”                         | Soyeon                                  | Soyeon, Pop Time, Jenci                 | Soyeon, Pop Time, Jenci                 | 2:55    |
| 2. | „Never Stop Me” (kor. 말리지 마) | Soyeon                                  | Soyeon, Kako, Pop Time                  | Kako, Pop Time                          | 2:25    |
| 3. | „Villain Dies”                   | Soyeon                                  | Soyeon, The Proof                       | The Proof                               | 3:05    |
| 4. | „Already”                        | Minnie, Houdini, Soyeon                 | Minnie, Houdini                         | Minnie, Houdini                         | 3:25    |
| 5. | „Polaroid”                       | Yuqi, Boytoy (Blatinum), PLZ (Blatinum) | Yuqi, Boytoy (Blatinum), PLZ (Blatinum) | Yuqi, Boytoy (Blatinum), PLZ (Blatinum) | 3:40    |
| 6. | „Escape”                         | Minnie, BreadBeat, Soyeon               | BreadBeat, Minnie                       | BreadBeat                               | 3:30    |
| 7. | „Liar”                           | Yuqi, Siixk Jun, Soyeon                 | Yuqi, Siixk Jun, Kim Myong-kyu          | Siixk Jun, Kim Myong-kyu                | 2:55    |
| 8. | „My Bag”                         | Soyeon                                  | Soyeon, Nathan                          | Nathan, Flip_00                         | 2:41    |

## Notowania
| Lista                                             | Pozycja |
| ------------------------------------------------- | ------- |
| South Korean Albums (Circle)                      | 2       |
| Finnish Physical Albums (Suomen virallinen lista) | 9       |
| French Physical Albums (SNEP)                     | 85      |
| German Albums (Offizielle Top 100)                | 83      |
| Japanese Albums (Oricon)                          | 68      |
| UK Digital Albums (OCC)                           | 72      |
| US World Albums (Billboard)                       | 13      |

## Nagrody w programach muzycznych
| Program                | Data            | Źródło |
| ---------------------- | --------------- | ------ |
| Inkigayo (SBS)         | 27 marca 2022   | [ 9 ]  |
| Inkigayo (SBS)         | 3 kwietnia 2022 | [ 10 ] |
| Inkigayo (SBS)         | 5 czerwca 2022  | [ 11 ] |
| M Countdown (Mnet)     | 24 marca 2022   | [ 12 ] |
| M Countdown (Mnet)     | 31 marca 2022   | [ 13 ] |
| Show! Music Core (MBC) | 26 marca 2022   | [ 14 ] |
| Show Champion (MBC M)  | 23 marca 2022   | [ 15 ] |
| The Show (SBS MTV)     | 22 marca 2022   | [ 16 ] |

## Sprzedaż
| Kraj             | Sprzedaż |
| ---------------- | -------- |
| Korea Południowa | 274 958  |